# 油谷ダム
油谷ダム（あぶらたにダム）は、熊本県八代市、一級河川・球磨川水系油谷川に建設されたダムである。
九州電力が管理を行う発電用ダムで、高さ82.0メートルのロックフィルダム。球磨郡五木村の五木小川に建設された内谷ダムとの間で揚水発電を行い、最大50万キロワットの発電を行う。九州では初となる本格的な純揚水発電所・大平発電所の下部調整池でもある。ダムによって形成された人造湖は油谷調整池と呼ばれ、通称などはない。

## 概要
堤長189.2m、堤高82m、貯水量3,680,000m3のロックフィルダム。1972年12月4日着工、1974年10月31日完成。工事費1,378,267,000円。

## 発電
最大500,000kWを発電する電力会社管理ダムである。上部貯水池の内谷ダムと連携し、水力発電（揚水発電）が行われている。

## 周辺
油谷川によって形成された谷に沿って、九州自動車道及び熊本県道17号坂本人吉線が走っている。周囲には針葉樹林がひろがる。